# Stuart Carrington
Stuart Carrington (Grimsby, 14 de mayo de 1990) es un jugador de snooker inglés.

## Biografía
Nació en la ciudad inglesa de Grimsby en 1990. Es jugador profesional de snooker desde 2011, aunque se cayó del circuito profesional durante un año. No se ha proclamado campeón de ningún torneo de ranking, y su mayor logro hasta la fecha fue alcanzar las semifinales en dos ocasiones, a saber: las del Masters de Riga de 2018, en las que cayó derrotado (0-5) ante Neil Robertson, y las del Abierto de Gibraltar de 2021, donde se vio superado (3-4) por Jack Lisowski. Tampoco ha logrado hilar ninguna tacada máxima, y la más alta de su carrera está en 141.